# Winter Harbour
Winter Harbour est un village de Colombie-Britannique situé sur la côte nord du Quatsino Sound.

## Histoire
En 1850, Henry Kellett arrive à Winter Harbour où il trouve un document laissé par Robert McClure qui renseigne sur la situation de celui-ci en baie de la Mercy.
Le nom officiel du port est utilisé au moins depuis 1871, étant un port naturel sûr le long d'une côte réputée pour ses mers agitées. Un certain nombre de tribus ont historiquement occupé la région, mais la variole et les luttes entre tribus ont décimé les populations dans les années 1800. De nos jours, la localité fait partie du territoire revendiqué de la Première Nation Quatsino.